# Петров, Всеволод Алексеевич
Петров, Всеволод Алексеевич (21 февраля 1896—1955) — советский палеоботаник, один из пионеров советского спорово-пыльцевого метода, кандидат биологических наук, депутат Петроградского райсовета Ленинграда в 1928—1931 гг.

## Ранние годы
Коренной петербуржец из потомственной аристократической семьи музыкантов — профессора Петербургской консерватории Алексея Алексеевича Петрова и скрипачки Евдокии Васильевны Петровой (Алексеенко). Начал образование в петербургской гимназии № 6, но заразился малярией и был отправлен на лечение в швейцарский санаторий Энгадин. Во время лечения слушал в 1910 г. в Цюрихском политехникуме курсы геоботаники и географии растений. В 1912—1914 гг. провёл ряд геоботанических и геоморфологических экскурсий в Австрию, северную Италию, Францию и Швецию. В Швеции прошёл стажировку по анализу пыльцы. В 1914 г. поступил на биологическое отделение физмата Петроградского университета. Затем окончил четыре курса университета по специальности ботаник-палеонтолог.

## Научная деятельность
В мае—сентябре 1915 г. Петров провёл геоботаническую экспедицию на Южный Урал по заданию Уфимского губернского земства, результаты были опубликованы в «Известиях Русского географического общества». В 1921 г. ушёл в Сапропелевый комитет при Комиссии по изучению естественных производительных сил, где стал вести спорово-пыльцевое изучение. Был начальником поисковой экспедиции Всесоюзного института каучука и гуттаперчи Наркомтяжпрома СССР на Дальнем Востоке. По возвращении, в 1934 г., вошёл в штат НИИ ботаники МГУ. В 1938 г., по совокупности печатных трудов, учёный совет МГУ присудил Петрову степень кандидата биологических наук без защиты диссертации.

### Азербайджан
Петров провёл пять экспедиций в Азербайджан. В 1934 г. на берегу Аракса, близ Карягино (ныне Физули), обнаружил камень с латинской надписью, упоминавшей римский XII Молниеносный легион, однако не придал ему значения, полагая, что надпись известна. В 1939 г., для завершения монографии, на год стал штатным сотрудником Института ботаники Азербайджанского филиала АН СССР, где параллельно работал с анализом растительных остатков из местных археологических памятников. В 1940 г. вышла его монография «Этноботаника Нагорного Карабаха». В ней описано 100 видов растений Нагорного Карабаха в плане ботаники и хозяйственного использования, а также приведены этнографические описания пережитков различных культов и поверий, связанных с описываемыми растениями.

### Война
Во время Второй мировой войны Петров пережил блокаду Ленинграда, это время описал в письме своему коллеге, президенту АН СССР В. Л. Комарову. В октябре 1943 г. был награждён медалью «За оборону Ленинграда», а 17 мая 1944 г. — орденом «Знак Почёта» за самоотверженный труд по спасению научных и культурных ценностей.

### Послевоенное время
В 1946 г. Петров по приглашению нового директора Института археологии АН УССР П. П. Ефименко изучал растительные остатки с раннеземледельческих поселений трипольской культуры в Украине и Молдавии. В этом же году Петров был награждён медалью «За доблестный труд в годы Великой Отечественной войны 1941—1945 гг.».
Позже хвалившие Петрова руководители Института истории материальной культуры — директор А. Д. Удальцов, секретарь партбюро А. П. Окладников и замдиректора В. И. Равдоникас — внезапно обвинили Петрова в невыполнении планов, манкировании партийными поручениями и в «недостойном поведении в быту». Точные причины этого неизвестны. Вероятно, была травля и некие указания со стороны. Летом 1952 г. Петров ушёл на пенсию по инвалидности, а летом 1955 г. скончался. Точная дата смерти Петрова неизвестна.